# Ilse Oberländer
Ilse Oberländer (* 22. September 1938 in Fraham, Oberösterreich; † 10. April 2003 in Wolfsberg, Kärnten) war eine österreichische Politikerin (SPÖ).

## Leben
Nach Besuch der Volks- und Hauptschule genoss Ilse Oberländer eine Lehre zur Einzelhandelskauffrau. Nach der Lehrabschlussprüfung, die sie im Jahr 1956 absolvierte, war sie zwei Jahre lang in ihrem Beruf als Verkäuferin tätig. 1958 zog sie sich ins Privatleben zurück und arbeitete als Hausfrau.
1985 ging Oberländer auch in die Politik, als sie für die SPÖ in den Gemeinderat von Wolfsberg einzog. 1991 wurde sie zur Sozialstadträtin ernannt, ein Amt, welches sie bis 1998 bekleidete. Ab 1998 fungierte sie nur noch als einfache Gemeinderätin.
Am 19. April 1994 zog sie als Mitglied des Bundesrats nach Wien. Oberländer genoss als Bundesrätin eine der kürzesten Amtsperioden, da sie nur einen Tag später, am 20. April 1994, aus der österreichischen Länderkammer auszog.
Als Frauenvorsitzende der SPÖ im Lavanttal machte sich Oberländer auch in der Selbsthilfegruppe „Frau nach Brustkrebs“ stark.